# Tap: El Juego de Max
Tap: El Juego de Max es una película independiente checa, un drama deportivo producido por 2D studio en coproducción con AVC ČVUT. Escrita y dirigida por Kamil Beer, es la primera película inspirada por el juego de cartas Magic: el encuentro, jugado por más de doce millones de personas alrededor del mundo. La película se filmó en treinta lugares alrededor del mundo. En junio de 2012, una secuela a TAP: El Juego de Max, TAP 2: Juego de Honor, fue anunciada en la página web de la película.

## Argumento
La película comienza con Karel Adam de pie cerca del cerrado club Fireball, solo, recordando los viejos tiempos junto a sus amigos. Cuenta que su pandilla se destrozó, el club cerró y, luego de un tiempo, Karel Adam quiso jugar de nuevo, solo para encontrar el club vendido y a sus amigos abandonando su hobby favorito, las cartas. Parecía que era el único con una conexión con el club.
Por coincidencia, Karel habla con Martin White, su único mejor amigo restante de la pandilla de Fireball, y Martin lo invita a una actuación de su banda. Ahí, luego de un largo tiempo, encuentra a Tomáš Ryba, quien plantea un interesante desafío a Karel: jugar de nuevo. Karel se encuentra perpelejo al principio, pero se une a sus dos amigos (junto al hermano de Tomáš, Joe) como un jugador de Magic de nuevo. Visita el club Black Fortress, donde encuentra a Max Miller como el segundo mejor jugador del país e intenta trabar amistad con el nuevamente. Max se burla de Karel y provoca una pelea dentro del club con Joe Ryba.
Los tres miembros de la pandilla de Fireball luego intentan convencer a Martin White de jugar de nuevo, porque sufrió una gran perdida con una inversión en cartas cuando jugaban en el pasado. Martin se une a la pandilla y se prepara con sus amigos para el campeonato Nacional, donde tendrán que, además de otros desafíos, indudablemente enfrentarse a Max, quien va por el título.

## Elenco
- Ondřej Holeček como Karel Adam.
- Max Novosad como Tomáš Ryba.
- Tomáš Černý como Joe Ryba.
- Martin Pelíšek como Martin White.
- Mikoláš Adlof como Max Miller.